# Rosaura Zapata
María Rosaura Zapata Cano (La Paz, Baja California Sur, 23 de noviembre de 1876 - Ciudad de México, 23 de julio de 1963) fue una educadora mexicana que promovió la educación preescolar, especialidad en la que trabajó por más de cincuenta años. Su intensa labor educativa fue reconocida por el Senado de la República con la Medalla Belisario Domínguez en 1954 siendo la primera persona en obtener este galardón.

## Semblanza biográfica
Nació el 23 de noviembre de 1876 en La Paz, Baja California Sur. Estudió en la Ciudad de México en la Escuela Normal para Maestros, y obtuvo el título de profesora de educación primaria en 1899. También realizó estudios en Psicología Educativa y Ciencias de la Educación en la Universidad Nacional de México. Siendo titular de la Secretaría de Instrucción Pública y Bellas Artes, fue becada en 1902 por el Gobierno Mexicano para estudiar pedagogía en San Francisco y Nueva York.
Fue pionera en el establecimiento de los primeros jardines de niños en México. Apoyada por Justo Sierra viajó en 1902 a Alemania, Francia, Bélgica, Suiza e Inglaterra junto con la Profesora Estefanía Castañeda para visitar y conocer los sistemas de educación preescolar creados por Johann Heinrich Pestalozzi y Friedrich Fröbel. En 1904, de regreso en México, continuaron con la promoción para instalar un mayor número de jardines de niños. Fue responsable del primer kindergarten Enrique Pestalozzi, mientras que Estefanía Castañeda quedó a cargo del kindergarten Federico Froebel.
Fue profesora y directora de su alma mater. En 1928, fue inspectora general de los jardines de niños de la Secretaría de Educación Pública (SEP). Su labor fue reconocida por el Senado de la República en 1954, murió en la Ciudad de México en 1963.

## Premios y distinciones
- Medalla Belisario Domínguez del Senado de la República, en 1954.[1]
- Medalla Ignacio Manuel Altamirano, por su larga trayectoria como profesional pedagógica.[5]

## Obras publicadas
- Cuentos y conversaciones para jardines de niños y escuelas primarias, en 1920.
- Técnica de educación preescolar.
- La educación preescolar en México, en 1951.
- Teoría y práctica del jardín de niños, en 1962.
- Rimas para jardines de niños.
- Cantos y juegos para Kindergarten.

## Reconocimientos
- En Tarímbaro, Michoacán hay un jardín de niños Rosaura Zapata.
- En Los Mochis, Sinaloa, hay un jardín de niños Rosaura Zapata.
- En Álamos, Sonora, existe un jardín de niños Rosaura Zapata.
- En Mexicali, B.C. se encuentra la Escuela Normal "Educadora Rosaura Zapata". Además de un Jardín de niños con su nombre.
- En Álvaro Obregón, Ciudad de México, hay un jardín de niños Rosaura Zapata.
- En San Nicolás de los Garza, Nuevo León, hay un jardín de niños Rosaura Zapata.
- En Tabasco, Villahermosa, hay un jardín de niños Rosaura Zapata.
- En La Paz, B.C.S., hay un jardín de niños Rosaura Zapata.
- En Hermosillo, Sonora, hay un jardín de niños Rosaura Zapata.
- En Tijuana, B.C., hay un jardín de niños llamado Rosaura Zapata.
- En Chihuahua, Chihuahua, hay un jardín de niños llamado Rosaura Zapata.
- En Poza Rica, Veracruz, hay un jardín de niños y guardería (CENDI) llamado Rosaura Zapata.
- En San Martín de Hidalgo, Jalisco, Hay un Jardín de Niños  llamado Rosaura Zapata.
- En Guadalajara, Jalisco hay 7 Jardines de Niños llamados Rosaura Zapata Cano.
- En Jiménez, Chihuahua hay un jardín de niños llamado Rosaura Zapata.
- También en la ciudad de Colima, Colima, existe un jardín de niños que llevaba el nombre de la maestra Rosaura Zapata.
- En Miahuatlán de Porfirio Díaz, Oaxaca, existe un jardín de niños que lleva el nombre de Rosaura Zapata
- En Zinacantepec,Toluca Estado de México, existe un jardín de niños que lleva el  nombre de Rosaura Zapata
- En Cerritos, San Luis Potosí, existe un jardín de niños que lleva su nombre.
- En Guanajuato, hay un jardín de niños Rosaura Zapata.
- En Uruapan, Michoacán hay un jardín de niños Rosaura Zapata.
- En Acaponeta, Nayarit hay un jardín de niños Rosaura Zapata
- En Naucalpan, Estado de México hay una primaria Rosaura Zapata.